# 上海北站
上海北站，原名“沪宁铁路上海车站”，为一个不再办理客运业务的车站。车站位于上海市静安区天目东路宝山路口，为沪宁铁路的起点站。因与沪杭铁路上海站相区别，同时其位于当时上海市区的北侧，因此簡称北站。后一度改称上海北站、上海总站。1950年至1987年间称上海站。1987年12月28日上海新站建成后停用，原址改为上海客技站，因与新的上海站相区别，上海市民俗称其为“老北站”。
上海铁路博物馆也是按上海北站原沪宁铁路局四层高的英式风格办公楼于2002年依原比例80％在原址上建造。

## 历史

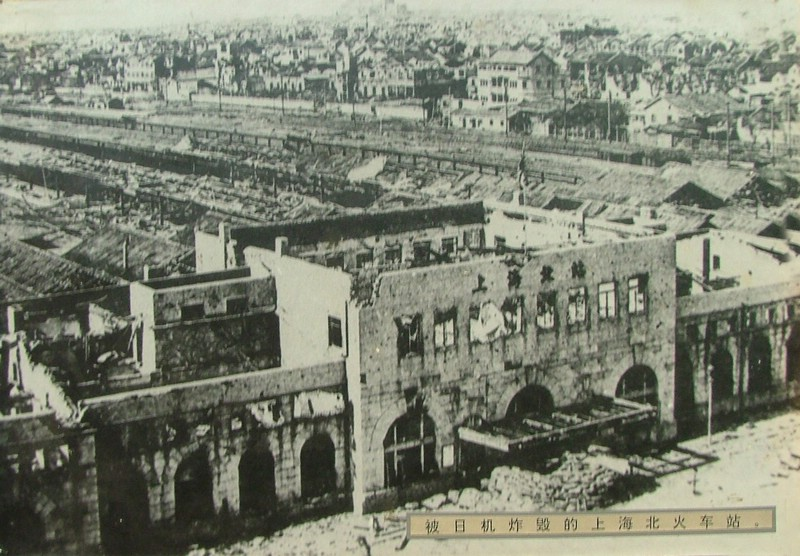
經過數月轟炸後的上海北站

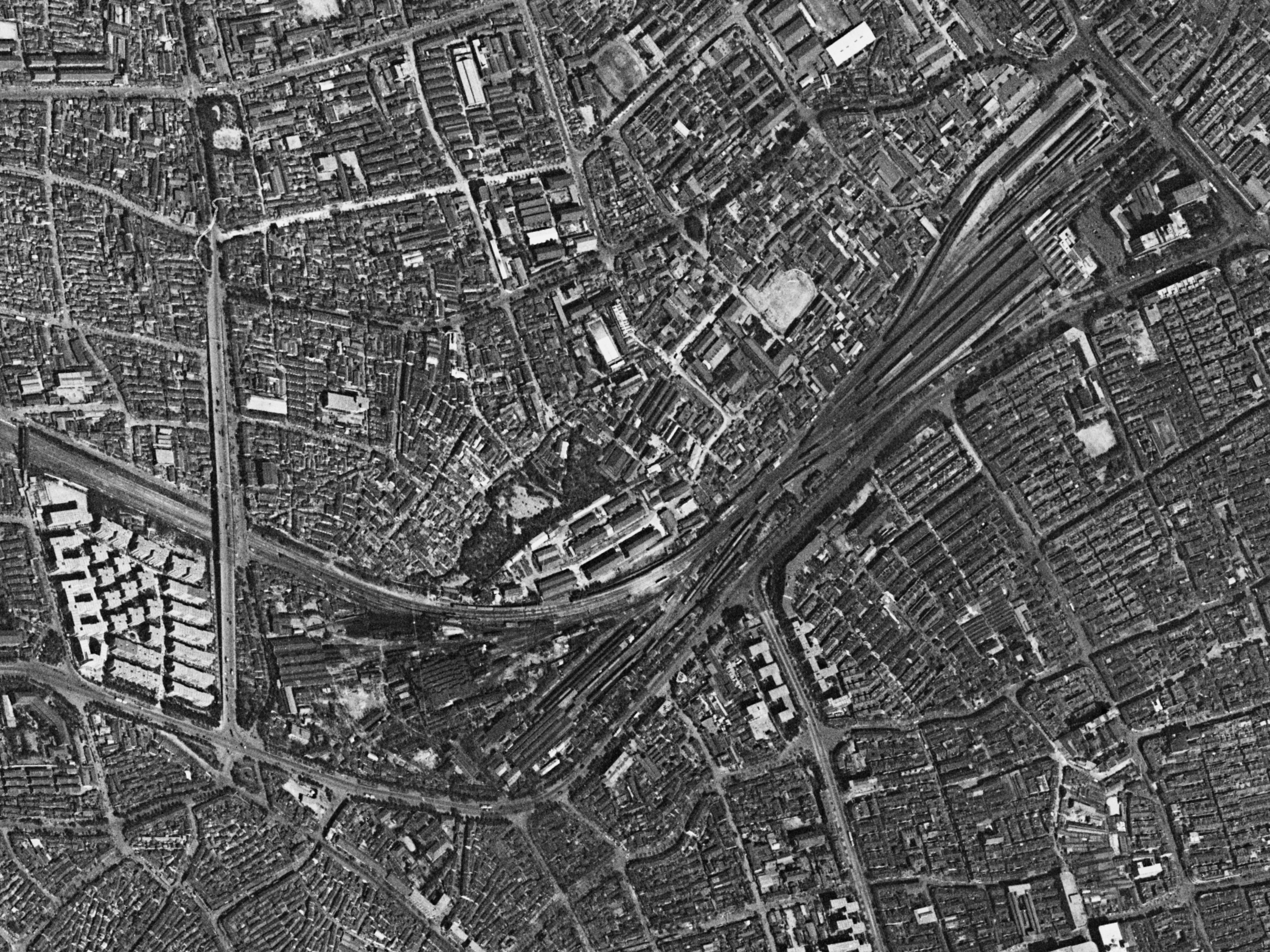
上海老北站及周围卫星图（1966年）

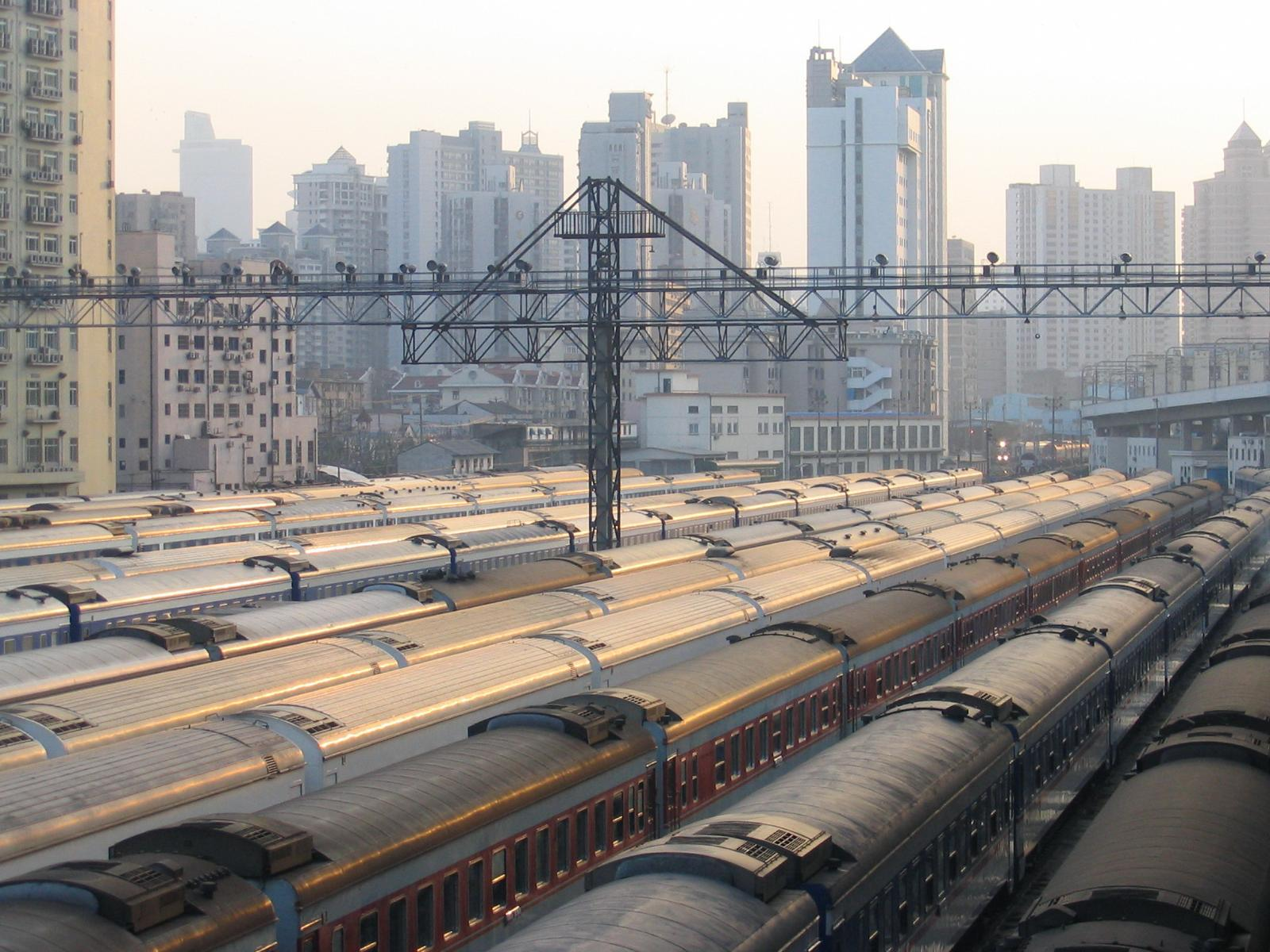
北站目前已改建成客技站。

清光绪三十四年（1908年）三月，沪宁铁路建成，上海站设立在建界路（今天目东路）、宝山路口。站屋为6间平房，4间作售票、电报、邮政、办公等用，2间作候车室。宣统元年（1909年）六月，沪宁铁路局在车站前建成一座4层高的办公楼，面积1695平方米，作为上海站的标志。
1916年12月，沪宁铁路和沪杭铁路接轨，沪宁铁路上海站成为两线总站，改名上海北站，沪杭铁路上海站改名上海南站。北站曾经是沪宁铁路、沪杭铁路內环线（沪新线）及淞沪铁路的交汇处。当年这里近邻租界，门前的界路（天目东路）是上海公共租界和华界的分界线。
1932年一二八事变，上海北站的4层办公楼房毁于战火，次年修复部分楼层。1937年抗日战争时期的八一三事变，北站再遭侵华日军的持续轰炸而受严重破坏，在1937年至1945年间被日军占领的沦陷时期，车站改称“上海驿”。
抗日战争后，车站进行修复和扩建，1947年4月，升级为上海铁路总站。
中华人民共和国成立后，车站在1950年3月，复名上海北站，8月1日正式改名为上海站，惯称北站，随后核定为特等站。1960年，上海站的大部分货运转移到上海东站（现上海站），上海站成为特等客运站，后於1961年全面停止货运业务。
20世纪70至80年代，当时的老北站也是上海知名地标之一，站前一幢典雅的西式洋楼，是车站广场的标志性建筑，一度成为手提包和沪产食品包装盒上的流行图案。
1984年，北站難以應付客流的急劇上升，上海市人民政府開始將上海東站改建成新上海站（新客站）。1987年12月28日，新客站建成開始使用，同時老北站正式關閉。北站目前已改建成為上海铁路客技站，又称宝山路客技站，主要用作客车整备。至今仍然由上海局集团管理。

## 事件
- 辛亥革命后不久，孙中山刚从国外回到上海，再转乘火车到南京府，于督署站下车，至总统府就任中华民国临时大总统。1912年1月1日，上海各路军队在上海站集结排列，各界人士到车站欢送孙中山，上海站内外云集者多达万人[5]。
- 1913年3月20日，國民黨代理理事長宋教仁，因领导國民黨在中华民国第一届国会议员选举中大勝，準備乘車回北京組織責任內閣，但在上海火車站（老北站）遇刺，3月22日在附近的沪宁铁路医院因伤身亡[6]。
- 1978年7月11日，来自山西省榆次市的李书平、申永明在上海车站广场被民警截停带至值班室审查后，李书平引爆行李包的手榴弹，导致其被炸身亡、3名民警及1名被押人士炸伤；申企图引爆口袋内手榴弹时被制服。经查该两人于1978年6月5日从榆次市工业局武装部盗窃半自动步枪1支、冲锋枪1支、子弹400发及手榴弹10枚，又于7月5日前往上海前盗取榆次化纤厂会计室人民币现金1000元[7]:1199。